# El libro de arena (cuento)
El libro de arena es un cuento perteneciente al libro homónimo del escritor argentino Jorge Luis Borges.
Se trata del último cuento de ese volumen; en esta narración Borges retoma tópicos desarrollados en cuentos anteriores. En particular, El libro de arena parece ser en muchos aspectos una reescritura de La biblioteca de Babel. Si en aquel cuento Borges describía una biblioteca infinita, poblada por infinitos libros que contenían infinitas veces todos los textos posibles, en este cuento esa fantasía se expresa en un único libro. En la nota final de La biblioteca de Babel, Borges anticipa este cuento:
Letizia Álvarez de Toledo ha observado que la vasta Biblioteca es inútil; en rigor, bastaría un solo volumen, de formato común, impreso en cuerpo nueve o cuerpo diez, que constara de un número infinito de hojas infinitamente delgadas. (...) El manejo de ese vademécum sedoso no sería cómodo: cada hoja se desdoblaría en otra análogas; la inconcebible hoja central no tendría revés.
El libro de arena también recoge la obsesión de un personaje hacia un objeto desarrollada en El Zahir (o el poder que ejerce un objeto sobre el personaje), así como el recurso de la autorreferencia.

## Argumento
El narrador de este cuento tiene el mismo nombre que el autor empírico (Borges), quien recibe de manos de un extraño vendedor el libro, de peso sorprendente y que por título lleva escrito en el lomo: Holy Writ. La numeración de sus páginas no es correlativa y una vez que se pasa una página resulta imposible volver a encontrarla.
El vendedor le explica el nombre con que él mismo lo adquirió de manos de un mendigo: "ni el libro ni la arena tienen principio ni fin". Borges intenta encontrar la primera página, pero es imposible; lo mismo sucede con la última. Finalmente, lo compra por algo de dinero y una antigua Biblia.
Al poco tiempo, Borges sólo vive para el libro, que estudia sin descanso. Sueña con él en los breves momentos en que vence al insomnio, se convierte en un "prisionero del libro". Entonces advierte que el libro -y él mismo- eran monstruosos. Se deshace de él al esconderlo en un anónimo anaquel húmedo de la Biblioteca Nacional (de la que el propio Borges fue Director).